# 5411-es mellékút (Magyarország)
Az 5411-es mellékút egy bő 25 kilométeres hosszúságú, négy számjegyű mellékút Bács-Kiskun és Csongrád-Csanád vármegyék határvidékén; Kiskunmajsa keleti szélétől húzódik Ópusztaszerig. Az ópusztaszeri Nemzeti Történeti Emlékpark legcélszerűbb megközelítési útvonala Bács-Kiskun vármegye középső területei (és a Dunántúl) felől.

## Nyomvonala
Kiskunmajsa belterületének keleti szélén indul, az 5405-ös útból kiágazva, annak a 30+900-as kilométerszelvénye közelében, kelet felé. A negyedik kilométerétől egy darabig Csólyospálos lakatlan külterülete közt húzódik, és 6,5 kilométer után lép át Kömpöc területére. 8,4 kilométer után, ott keletnek haladva éri el a község északnyugati szélét, majd délebbnek fordulva – a Rákóczi Ferenc utca nevet viselve – beér a központba, ahol egy elágazása következik: délnyugat felől beletorkollik az 5442-es út, az 5411-es pedig újból keletnek veszi az irányt (lényegében az 5442-es egyenes irányú folytatásaként), és kevéssel ezután ki is lép a belterületről.
A 12. kilométere közelében elhalad Kömpöc, Csengele és Balástya hármashatára mellett, majd a folytatásban egy jó darabig a két utóbbi község határvonalát kíséri. Itt át is lép Bács-Kiskunból Csongrád-Csanád vármegyébe. 14,1 kilométer után felüljárón keresztezi az M5-ös autópálya nyomvonalát, de még előtte, a sztráda Szeged felé vezető irányát kiszolgáló csomóponti ágak kiágazásánál találkozik az 5421-es úttal, mellyel közös szakaszon húzódik több mint fél kilométeren át, az ellenkező forgalmi irány csomóponti ágait is kiágaztató körforgalomig (ahonnan az 5421-es út délnek folytatódik).
14,9 kilométer után az út Kistelek határai közé ér, 17,4 kilométer után szeli át a Cegléd–Szeged-vasútvonal vágányait (Kistelek vasútállomás déli szélén), onnét a város házai közt húzódik, Rákóczi utca néven. Kevéssel ezután kiágazik belőle északnyugat felé az 54 321-es számú mellékút, amely az állomást szolgálja ki, 18,5 kilométer megtételét követően pedig – a település központjában, a város római katolikus templománál – keresztezi az 5-ös főutat is, annak majdnem pontosan a 141. kilométerénél. Innentől nem teljesen szabályos a száma, mivel az 5-ös út ezen oldalán a mellékutak száma 45-tel kezdődik. Hátralévő belterületi szakasza már az Árpád utca nevet viseli, a lakott terület keleti széléig, amit nagyjából egy kilométer után ér el. 21,7 kilométer megtételét követően lépi át Ópusztaszer határát, ahol az  utolsó métereit leszámítva külterületek közt húzódik. A település nyugati széle közelében ér véget, egy körforgalmú csomópontban, beletorkollva a 4519-es útba, annak a 27+500-as kilométerszelvénye közelében.
Teljes hossza, az országos közutak térképes nyilvántartását szolgáló kira.gov.hu adatbázisa szerint 25,421 kilométer.

## Története
1934-ben a kereskedelem- és közlekedésügyi miniszter 70 846/1934. számú rendelete a Kistelek és Sövényháza (a mai Ópusztaszer) közti szakaszát harmadrendű főúttá nyilvánította, a Kistelek-Hódmezővásárhely közti 422-es főút részeként.

## Települések az út mentén
- Kiskunmajsa
- (Csólyospálos)
- Kömpöc
- (Csengele)
- (Balástya)
- Kistelek
- Ópusztaszer